# Paracosmetura cryptocerca
Paracosmetura cryptocerca är en insektsart som beskrevs av Liu, Xiangwei 2000. Paracosmetura cryptocerca ingår i släktet Paracosmetura och familjen vårtbitare. Inga underarter finns listade i Catalogue of Life.